# Nikolaï Tarousski
Nikolaï Тarousski, de son nom de naissance Nikolaï Alekseïevitch Bogolioubov (en russe : Никола́й Тару́сский et Никола́й Алексе́евич Боголю́бов), né en 1903 et mort en en 1943, est un poète russe et soviétique.

## Biographie
Nicolaï Alekseïevitch nait dans le gouvernement de Kalouga (aujourd'hui oblast de Kalouga). Son père est médecin sanitaire du zemstvo, et auteur de différents rapports sur la santé publique locale. Il passe son enfance à Taroussa. Il commence des études de médecine, mais prend part à la guerre civile russe, notamment en Crimée. Il revient en 1920 à Moscou, et en 1924, il rejoint le groupe littéraire Pereval. En 1925, il obtient le diplôme de la faculté de médecine de l'Université de Moscou.
En 1926-1927, il vit à Veliki Oustioug, et prend part aux travaux de l'union littéraire Pereval du Nord. Il y publie son premier recueil de poèmes. Dans les années qui suivent, il se déplace beaucoup dans le pays. Son deuxième recueil, Je nagerai dans les hauts de Vas-Iougan («Я плыву вверх по Вас-Югану») naît en partie de ces impressions de voyage. En 1935, atteint d'une tuberculose oculaire sévère, il s'éloigne des cercles littéraires, mais dicte des poèmes de la femme. Il est mobilisé en août 1942 malgré la maladie et meurt au front.

## Publications
- (ru) Рябиновые бусы : Стихи [« Collier de sorbe : vers »], Vologda, В.-Устюг: Северный перевал,‎ 1927, 44 p. ;
- (ru) Я плыву вверх по Вас-Югану : Стихотворения 1928—1934 [« Je nagerai sur les hauts de Vas-Iougan. Poèmes, 1929-1934 »], Moscou, Гослитиздат,‎ 1935, 100 [3] ;
- (ru) Ночи в лесу : Стихотворения 1934—1939 [« Nuits dans la forêt. Poèmes, 1934-1939 »], Moscou, Сов. писатель,‎ 1940, 78 p. ;
- (ru) Знак земли : Собрание стихотворений [« Signe de la terre : poèmes choisis »]  (Poèmes rassemblés par V. A. Rezlov et A. L. Sobolev. Textes préparés par V. A. Rezlov. Post face d'A. L. Sobolev), Moscou, Водолей,‎ 2012, 272 p. (ISBN 978-5-91763-097-7, lire en ligne).